# Fangamer
Fangamer（ファンゲーマー）は、『MOTHER』のオンラインフォーラムであるStarmen.netからスピンアウトされた、ビデオゲームのマーチャンダイジングサイト。帽子、ビン、アナログレコード、Tシャツ、その他ビデオゲームのアパレルなどを販売するオンラインストアを運営している。近年では、ビデオゲームのパッケージ版の販売も開始している。

## 沿革
オンラインフォーラムのStarmen.netは、サイトのサーバーの費用を支払うため、2007年にTシャツとマグカップの販売を開始した。サイトの作成者の1人は、「ええ、広告では料金を支払えないので、私たちはCafePressで作成しているちょっとくだらないオンデマンド印刷のものを取り、それをはるかに高品質で行ったらどうなるんだろうかと考えました。」と述べている。その翌年、Fangamerは最初の提供として『MOTHER』をベースにした「Tシャツ2枚、ピンセット、マグカップ」を発売した。この最初の商品の発売が成功した後、Fangamerは成歩堂龍一や『クロノ・トリガー』などといった他のゲーム用のアイテムの制作に拡大し始める。当時はFangamerが制作していたアイテムから様々なビデオゲームのプロパティの侵害を避けるため、サイトでは著作権で保護されたシンボルのあるデザインの使用を避けていた。またFangamerは、Starmen.netの『MOTHER3』向けの非公式の「プレイヤーガイド」の物理的なコピーも作成していた。
2010年代半ば、FangamerはKickstarterのビデオゲームのフルフィルメントパートナーとして知られるようになり、『Broken Age』や『ブラッドステインド:リチュアル・オブ・ザ・ナイト』などのゲームのキャンペーンに商品を提供した。トビー・フォックスと連携し『UNDERTALE』の商品を作成した後では、サイトではより多くの売上を記録し、共同創立者は「Shopifyに不具合が起きたのかと思いました…『UNDERTALE』はただただ素晴らしい現象になりましたね。」と述べている。この成功により、Fangamerは他のビデオゲームの所有権のライセンスを取得するようになり、『Hollow Knight』や『バンジョーとカズーイの大冒険』などといったゲームの商品を作成することができた。

## ゲームのリリース
| タイトル           | ゲームのリリースされた年 | 開発               | ジャンル                                                   | プラットフォーム                                               | 発売日          | 出典                        |
| ------------------ | ------------------------ | ------------------ | ---------------------------------------------------------- | -------------------------------------------------------------- | --------------- | --------------------------- |
| Bugsnax            | 2020年                   | Young Horses       | アドベンチャーゲーム                                       | PlayStation 4、PlayStation 5                                   | 2021年第3四半期 | [ 10 ]                      |
| Hollow Knight      | 2017年                   | Team Cherry        | アクションゲーム、アドベンチャーゲーム、メトロイドヴァニア | Nintendo Switch、PlayStation 4、PC                             | 2019年5月31日   | [ 11 ]                      |
| Later Alligator    | 2019年                   | Pillow Fight       | アドベンチャーゲーム                                       | Nintendo Switch                                                | 2021年4月16日   | [ 12 ]                      |
| スターデューバレー | 2016年                   | エリック・バロン   | シミュレーションゲーム、コンピュータRPG                    | Nintendo Switch、PC                                            | 2020年11月6日   | [ 13 ]                      |
| UNDERTALE          | 2015年                   | トビー・フォックス | コンピュータRPG                                            | PC、PlayStation Vita、PlayStation 4、Nintendo Switch、Xbox One | 2017年 - 2021年 | [ 14 ] [ 15 ] [ 16 ] [ 17 ] |